# Garzaia del Bosco Basso
Garzaia del Bosco Basso este o arie protejată (arie specială de conservare — SAC, sit de importanță comunitară — SCI) din Italia întinsă pe o suprafață de 41 ha, integral pe uscat.

## Localizare
Centrul sitului Garzaia del Bosco Basso este situat la coordonatele 45°07′08″N 8°38′45″E / 45.118889°N 8.645833°E.

## Înființare
Situl Garzaia del Bosco Basso a fost declarat sit de importanță comunitară în iunie 1995 pentru a proteja 55 de specii de animale. Situl a fost protejat și ca arie specială de conservare în iulie 2016.

## Biodiversitate
Situată în ecoregiunea continentală, aria protejată conține 2 habitate naturale: Păduri aluvionare cu Alnus glutinosa și Fraxinus excelsior (Alno-Padion, Alnion incanae, Salicion albae), Cursuri de apă de la nivel de câmpie la nivel montan, cu vegetație Ranunculion fluitantis și Callitricho-Batrachion.
La baza desemnării sitului se află mai multe specii protejate:
- păsări (48): lăcar mare (Acrocephalus arundinaceus), lăcar-de-mlaștină (Acrocephalus palustris), pițigoi codat (Aegithalos caudatus), pescăruș albastru (Alcedo atthis), rață pitică (Anas crecca), rață mare (Anas platyrhynchos), egretă mare (Ardea alba), stârc cenușiu (Ardea cinerea), stârc roșu (Ardea purpurea), stârc galben (Ardeola ralloides), buhai de baltă (Botaurus stellaris), Bubulcus ibis, șorecarul comun (Buteo buteo), Cettia cetti, erete de stuf (Circus aeruginosus), porumbel de scorbură (Columba oenas), porumbel gulerat (Columba palumbus), cioară neagră (Corvus corone), cuc (Cuculus canorus), pițigoi albastru (Cyanistes caeruleus), ciocănitoare pestriță mare (Dendrocopos major), egretă mică (Egretta garzetta), șoimul rândunelelor (Falco subbuteo), lișiță (Fulica atra), găinușă de baltă (Gallinula chloropus), gaiță (Garrulus glandarius), stârc pitic (Ixobrychus minutus), sfrâncioc roșiatic (Lanius collurio), privighetoare (Luscinia megarhynchos), stârc de noapte (Nycticorax nycticorax), grangur (Oriolus oriolus), pițigoi mare (Parus major), viespar (Pernis apivorus), coțofană (Pica pica), ciocănitoarea verde (Picus viridis), țigănuș (Plegadis falcinellus), cresteț pestriț (Porzana porzana), sitar de pădure (Scolopax rusticola), turturică (Streptopelia turtur), graur (Sturnus vulgaris), silvie cu cap negru (Sylvia atricapilla), corcodel mic (Tachybaptus ruficollis), fluierar cu picioare verzi (Tringa nebularia), pănțărușul (Troglodytes troglodytes), mierlă (Turdus merula), pupăză (Upupa epops), Zapornia parva, Zapornia pusilla
- amfibieni (1): Triturus carnifex
- nevertebrate (2): fluturele purpuriu (Lycaena dispar), Ophiogomphus cecilia
- pești (4): Barbus plebejus, Cobitis bilineata, Lethenteron zanandreai, Telestes muticellus

Pe lângă speciile protejate, pe teritoriul sitului au mai fost identificate 16 specii de plante, 2 specii de amfibieni, 3 specii de mamifere, 1 specie de nevertebrate, 5 specii de reptile.